# Karamanlı

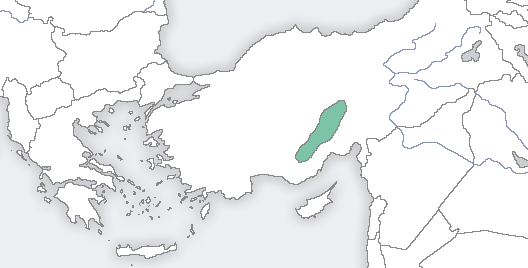
Herkunftsgebiet der Karamanen

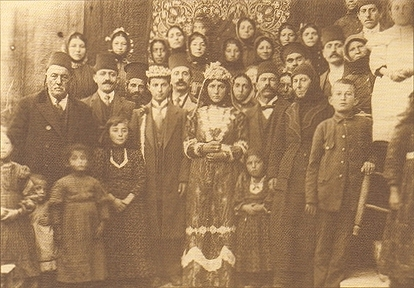
Karamanische Hochzeitsgesellschaft in Malakopi (heute Derinkuyu), etwa 1910

Die Karamanlıs oder Karamanen (türkisch Karamanlılar oder Karamaniyanlar, griechisch Καραμανλήδες Karamanlides) sind eine turksprachige, christlich-orthodoxe Volksgruppe in Griechenland und der Türkei, die ursprünglich in Anatolien ansässig war. Im Deutschen werden auch die Bezeichnungen Karamaner oder Karamanliden verwendet.

## Sprache und Ethnie

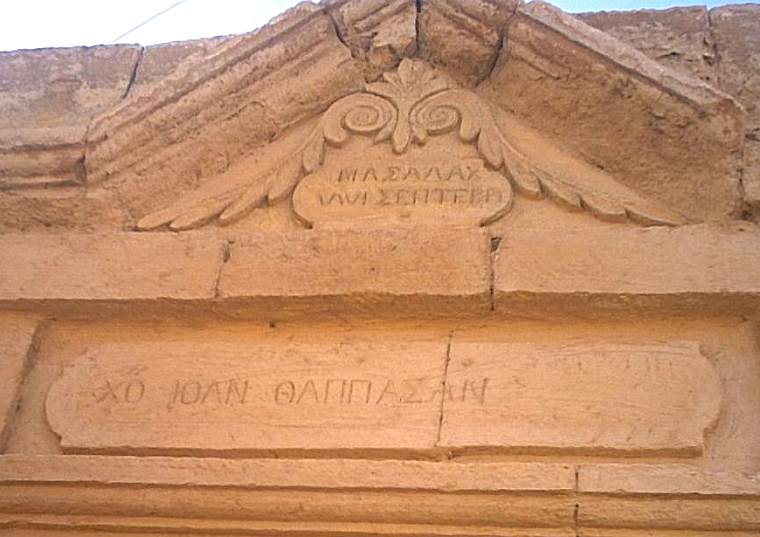
Karamanlı-Schrift an einer Hauswand in İncesu/Kayseri (MAΣAΛAΧ = maşallah)

Die Karamanlı sprachen meistens ein osmanisch geprägtes Türkisch  mit griechischen Lehnwörtern und mit sehr vielen alttürkischen Wörtern, wovon manche im heutigen Türkischen nur noch selten Verwendung finden. Der osmanische Reiseschriftsteller Evliya Çelebi berichtete im 17. Jahrhundert, dass die Griechen Antalyas kein Griechisch konnten und nur Türkisch sprachen. Die Bezeichnung dieser Mundart der Karamanlı ist Karamanlıca („Karamanisch“) oder Karamanlı Türkçesi („Karamaner-Türkisch“). Das zunächst nur gesprochene Karamanlıca wurde mit der Zeit schriftlich erfasst, wozu man das griechische Alphabet verwendete. Beispiele dafür kann man außer in der weiter unten angeführten Literatur auf den in der Türkei erhalten gebliebenen, mit Redewendungen und Gedichten verzierten Grabsteinen der Karamanlı finden. Unklar bleibt, ob die Karamanlı türkisierte Griechen waren, die ihren Glauben beibehalten hatten, oder Türken, die zum Christentum übergetreten waren. Beim Bevölkerungsaustausch zwischen Griechenland und der Türkei mussten etwa 60.000 Karamanlı aufgrund ihrer Zugehörigkeit zum orthodoxen Christentum nach Griechenland zwangsumsiedeln. Eine geringe Anzahl von Karamanlı leben noch heute in der Türkei. Die Karamanlıca-Mundart ist sowohl in Griechenland als auch in der Türkei vom Aussterben bedroht.

## Namensherkunft
Ihr Name Karamanlı ist ursprünglich die Bezeichnung für die Einwohner der Stadt bzw. der gleichnamigen Provinz. Damit ist aber nicht die heutige, erst 1989 geschaffene Provinz Karaman in der heutigen Türkei gemeint, sondern das weitaus größere osmanische Eyâlet Karaman, der territoriale Nachfolger des Beyliks Karaman, dessen Zentrum Konya war und das die heutigen Provinzen Konya, Karaman, Aksaray, Kayseri, Niğde, Kırşehir und Nevşehir umfasste. Die Masse der Karamanlı war denn auch in der Umgebung von Kayseri konzentriert, doch waren sie überall in Anatolien und sogar in der europäischen Türkei, selbst in Istanbul anzutreffen. Das griechische Wort für Karamanlı (Karamaner) ist Karamanlis. So haben zum Beispiel die Vorfahren von Konstantinos Karamanlis auch in diesem Gebiet gelebt und diese Herkunft prägt immer noch ihren Namen.

Die Karamanlı sind weder mit den Angehörigen und Gefolgsleuten des historischen Beyliks Karaman (Karamanoğulları), noch mit den heute fast ausschließlich muslimischen Bewohnern der Provinz Karaman (ebenfalls als Karamanlı bezeichnet) zu verwechseln. Ebenso sind sie von den Angehörigen der gleichnamigen Dynastie zu unterscheiden, die als erbliche Paschas Tripolitanien von 1711 bis 1835 regierten. Ebenso deutet der Namensbestandteil (Laqab) Karamanlı bzw. Karamânî in türkischen/osmanischen Namen meist nur auf die Herkunft aus oder sonstigen geographischen Bezug zu dieser historischen Provinz an und hat nichts mit dieser Bevölkerungsgruppe zu tun.

## Siedlungsgebiete
Die früher in den türkischen Städten Mersin, Antalya, Kırıkkale, Amasya, Zincidere, İncesu, Talas, Akşehir, Samsun, Bafra, Çarşamba, Adana, İzmir, Safranbolu, Havza, Tosya, Zile, Çankırı, Kula, Kastamonu, Bolu, Merzifon, Taşucu, Mürefte, Kütahya, Bayındır, Polatlı, Geyve, Ereğli, Hamidiye, Gölcük, Mihaliç, Adapazarı, Eskişehir, Alaçam, Zonguldak, Karadeniz Ereğli, Bartın, Alanya, Erbaa, İnebolu, Çaycuma, Denizli, Balıkesir, Salihli, Gemlik, Düzce, Gümüşhacıköy, Söğüt, Uşak, Ödemiş, Burdur, Isparta, Akdağmadeni, Aydın, Nazilli, Trabzon, Rize, Yalova, Bursa, İznik, İzmit, Karaman, Aksaray, Ankara, Göreme, Ihlara, Istanbul, Kahramanmaraş, Kayseri, Konya, Nevşehir, Niğde, Sivas, Tokat und Ürgüp und deren Umgebung lebenden Karamanlı sind heute größtenteils in Griechenland ansässig. Nur eine geringe Anzahl lebt noch in der Türkei.

## Herkunft und Geschichte

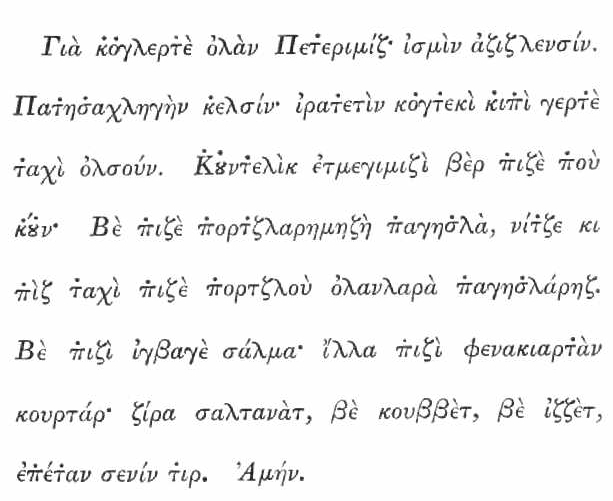
Karamanisches Vater Unser (1869). Text in der modernen türkischen Lateinschrift, in Klammern die abweichenden Formen des heutigen Standardtürkischen:
«Ya göglerde (göklerde) olan Pederimiz; ismin azizlensin. Padişahlığın gelsin; iradetin gögdeki (gökteki) gibi yerde dahi olsun. Gündelik etmeğimizi (ekmeğimizi) ver bize bugün; ve bize borçlarımızı bağışla, nice ki biz dahi bize borçlu olanlara bağışlarız. Ve bizi iğvaye (iğvaya) salma; illâ fenakârdan kurtar; zira saltanat, ve kuvvet, ve izzet, ebedan (ebediyen) senindir. Amin»

Die Karamanlı werden von zwei Seiten her abstammungsmäßig in Anspruch genommen:
- Aus türkischer Sicht werden die Karamanlı überwiegend als türkischstämmige Oghusen betrachtet, die durch ihre Nähe zu den Byzantinern zum Christentum konvertierten und ursprünglich, wie die Seldschuken, neben dem Türkischen auch die persische Sprache beherrschten. Die heute noch in der Türkei lebenden Karamanlı unterstützen diese Abstammungstheorie, da sie sich als Nachfahren der Seldschuken fühlen. Nach 1000 n. Chr., in Zeiten des Byzantinischen Reiches, wanderten die Vorfahren der Karamanlı in ihre neue Heimat Anatolien ein. Hier nahmen sie unter dem Einfluss der Griechen den christlichen Glauben an. Sie wurden von den muslimischen Türken akzeptiert und bei ihrer Glaubensausübung respektiert. Die Griechen hatten im Osmanischen Reich ihre Autonomie, die ihnen kulturelle und religiöse Freiheit garantierte. Die Karamanlı machten ebenfalls von dieser Glaubensfreiheit Gebrauch.
- Aus griechischer Sicht werden die Karamanlı als Griechen betrachtet, die türkisiert worden sind, aber ihren griechisch-orthodoxen Glauben beibehalten haben.

Richtig daran ist, dass die Byzantiner vor der seldschukischen Invasion Anatoliens auf dem Balkan Völker türkischer Sprache (Uzen und Petschenegen) besiegt und unterworfen hatten, die aus den südrussischen Steppen kamen und den oghusischen Gefolgsleuten der Seldschuken stammesverwandt waren. Diese waren dann, nach Christianisierung, in die Armee eingegliedert worden. Es entsprach einer byzantinischen Praxis, solche Soldaten durch Zuweisung von Land zu entlohnen. Andererseits war die Bevölkerung Anatoliens, namentlich auch Kappadokiens, nicht genuin griechischer Herkunft, sondern in einem mehrere Jahrhunderte andauernden Prozess hellenisiert worden, bei dem erst in spätrömischer Zeit die einheimischen anatolischen Idiome erloschen. Seit der Zeit des Perserreiches und bis zur Eingliederung in das Römische Reich unterlag das Innere Anatoliens, in dem in größeren Gebieten Herrscher persischer Abkunft regierten, iranischem Kultureinfluss, der auch bei den Seldschuken wirksam war. Die Bevölkerung der peripheren Provinzen des byzantinischen Reiches stand oftmals auch in Opposition zur hauptstädtischen Elite; alles Umstände, die die Entfremdung von griechischer und byzantinischer Reichskultur und in letzter Konsequenz die Aufgabe der griechischen und die Übernahme der türkischen Sprache begünstigten.
Nach der Eroberung Konstantinopels durch die Osmanen im Jahre 1453 wurden viele Menschen dorthin umgesiedelt, worunter auch viele Karamanlı waren. 1551 sieht der reisende Nicolas de Nicolay, dass die Karamanlı in Yedikule zusammen in einem eigenen Viertel lebten und ihren Lebensunterhalt mit dem Handel – insbesondere dem Juwelenhandel – und mit gewerblicher Tätigkeit und Handwerk verdienten.
Ihre Läden und Betriebe befanden sich in der Nähe des Großen Basars, des Kapalı Çarşı. Nicolay berichtet auch, dass die Karamanlı-Frauen wie die griechischen Frauen außer zu Kirchen- und Hamambesuchen selten auf die Straße gingen. Zuhause waren sie mit dem Haushalt und Stickereien beschäftigt, die sie im Kapalı Çarşı oder in anderen Basaren verkauften. Manche Karamanlı-Frauen konnten ein wenig zum Lebensunterhalt beitragen, indem sie auf den Straßen Eier, Hühnchen, Käse und Gemüse verkauften.
Die Karamanlı gehörten dem ökumenischen Patriarchat an. Mit der Zeit zogen sie auch in andere Stadtteile wie Fener, Cibali, Tahtakale, Kumkapı um, wo schon viele Rum lebten. Sie hatten ihre Läden in den Istanbuler Stadtteilen Eminönü und Galata, siehe auch: Stadtteile von Istanbul.
Im Ersten Weltkrieg und in den Befreiungskriegen kämpften sie gemeinsam mit Muslimen gegen die Besatzer. Mustafa Kemal begann vom 19. Mai 1919 mit der Mobilisierung des Widerstandes. Durch mehrere Schlachten gelang es ihm, die Besatzung und Aufteilung, wie sie im Vertrag von Sevres vorgesehen gewesen war, zu verhindern. Nach dem Sieg der Türkei konnte diese am 24. Juli 1923 im Vertrag von Lausanne die Bestimmungen des Vertrags von Sèvres revidieren und so den Verlust großer Teile des heutigen Staatsgebietes verhindern. Mit dem Vertrag wurden die Grenzen der Türkei völkerrechtlich anerkannt. Gleichzeitig wurde der „Bevölkerungsaustausch“ mit Griechenland in geregelte Bahnen gelenkt.
Durch diesen Bevölkerungsaustausch verloren die Karamanlı ihre alte Heimat und mussten in ein Land zwangsumsiedeln, dessen Sprache und Kultur sie nicht kannten. Das Bestreben vieler Türken, ihre Freunde und Nachbarn in Anatolien zu behalten, schlug fehl. Nach der Zwangsumsiedlung der Christen aus der Türkei ging die Tragödie der Karamanlı weiter. Ein großer Assimilationsdruck, Integrationsprobleme, die Umstellung auf die andere Kultur, der abgerissene Kontakt zur alten Heimat, das Erlernen der griechischen Sprache und ein Verbot des Türkischen und damit auch des Dialekts der Karamanlı in der Öffentlichkeit zwischen 1936 und 1941 waren nur einige Probleme.
Ein Ergebnis davon ist, dass die heute in Griechenland lebenden Karamanlı ihre ursprüngliche türkische Sprache nicht mehr beherrschen. Das Zusammengehörigkeitsbewusstsein blieb allerdings weitgehend erhalten: Nach dem Völkeraustausch trugen die Karamanlı durch Wohltätigkeitsorganisationen zum Aufbau und zur Entwicklung ihrer Herkunftsdörfer und -städte viel bei.

## Herkunftsgebiete und typische Berufe derKaramanlı
- Dorf Kurdonos/Niğde: Seifenhändler
- Aravan: Kuruyemişçi: Händler in Nüssen, Mandeln, Pistazien, Trockenfrüchten, Sonnenblumenkernen, Leblebi (geröstete Kichererbsen) u. dgl.
- Uluağaç: Zwischenhändler
- Niğde: Käse- und Getreideverkäufer
- Fertek: Weinverkäufer
- Dorf Sinasos/Ürgüp/Nevşehir: Kaviar- und Fischverkäufer
- Kayseri: Dörrfleisch- und Wurstverkäufer

## Personennamen und Kultur
Osmanischen Steuerunterlagen zufolge trugen die Karamanlı im 17.–18. Jahrhundert, als aus dem Arabischen stammende Namen wie Hasan, Hüseyin, Ahmed usw. bei der türkischen Bevölkerung Anatoliens weit verbreitet waren, nur türkischstämmige Namen wie Aslan, Kaplan, Tursun, Sefer, Mehmet, Karaca, Kaya, Ayvaz, Karagöz.
Ihre Kultur war türkisch geprägt mit christlich-orthodoxen Einflüssen.

Zwischen dem 15. und 18. Jahrhundert schrieben die Karamanlı handschriftliche orthodoxe Literaturwerke. Ab 1718 wurden die Bücher der Karamanlı gedruckt, im 19. Jahrhundert über 500 Werke, überwiegend Romane, religiöse Schriften und Geschichtsbücher.

Die Veröffentlichungen in griechischer Schrift umfassen hauptsächlich die Zeit von 1584 bis 1923. Ein Werkkatalog wurde in den vier Bänden der Karamanlidika festgehalten und veröffentlicht.
Ein Beispiel für die eigenständige Literatur der Karamanlı ist das Gedicht „Kayseria Mitropolitleri ve Malumat-i Mütenevvia“ (1896). Es beschreibt ihre Kultur, die von ihrer christlich-orthodoxen Religion, griechischen Schrift und türkischen Ethnie sowie ihrer osmanischen Identität gekennzeichnet wird.

### Beispiel für Lyrik
In diesem Gedicht wird darauf aufmerksam gemacht, dass nur ihre griechische Schrift sie mit den Anatolien-Griechen verbindet und alles andere in türkischer Sprache und Kultur geregelt wird.
(türkisch)
Rum isek de Rumca bilmez, Türkçe söyleriz;
Ne Türkçe yazar okuruz, ne de Rumca söyleriz;
Öyle bir mahlut-i hatt tarikatımız (karışık yazı biçimimiz) vardır;
Hurufumuz Yunanice, Türkçe meram eyleriz"
(deutsch)
Selbst wenn wir Griechen sind, sprechen wir kein Griechisch, sondern Türkisch;
Weder Türkisch können wir schreiben und lesen noch Griechisch sprechen
Wir haben eine schwer verständliche Schriftsprache;
Unsere Buchstaben sind griechisch, aber wir äußern unsere Wünsche (beten) auf Türkisch.